# Power (Montana)
Power é uma Região censo-designada localizada no estado americano de Montana, no Condado de Teton.

## Demografia
Segundo o censo americano de 2000, a sua população era de 171 habitantes.

## Geografia
De acordo com o United States Census Bureau tem uma área de
3,9 km², dos quais 3,9 km² cobertos por terra e 0,0 km² cobertos por água. Power localiza-se a aproximadamente 1126 m acima do nível do mar.

## Localidades na vizinhança
O diagrama seguinte representa as localidades num raio de 28 km ao redor de Power.